# Ruta 18 (Uruguay)
Die Ruta 18 ist eine Fernstraße im Osten Uruguays. 1993 wurde sie nach Ricardo Ferrés benannt.
Die etwa 140 km lange Straße verläuft in südwest-nordöstlicher Richtung größtenteils durch das Departamento Treinta y Tres und führt auf ihrem letzten Teilstück auch durch das Gebiet von Cerro Largo. Die in der Stadt Treinta y Tres beginnende Straße führt dabei durch eine von Reisanbau geprägte Landschaft. Dabei passiert sie Vergara, Estación Rincón und Plácido Rosas. Sie endet schließlich kurz vor Río Branco bei der brasilianischen Grenze, wo sie in die Ruta 26 übergeht.